# Госенс, Робин
Робин Госенс (нем. Robin Gosens; род. 5 июля 1994 года, Эммерих-ам-Райне) — немецкий футболист, левый полузащитник и защитник итальянского клуба «Фиорентина» и сборной Германии.

## Клубная карьера
Госенс — воспитанник клубов «Фортуна Эльтан 1910», «Бохольт» и «Реде». В 2012 году нидерландский тренер Марино Пушич заметил Робина Госенса во время матча и убедил перейти в «Витесс». В то время 18-летний Госенс собирался завершить футбольную карьеру и стать полицейским.
Первые два года немец выступал за молодёжную команду, а в начале 2014 года для получения игровой практики он перешёл на правах аренды в «Дордрехт». 17 января в матче против «Эксельсиора» он дебютировал в Эрстедивизи. 7 февраля в поединке против «Эммена» Робин забил свой первый гол за «Дордрехт». По итогам сезона Госенс помог клубу выйти в элиту. 9 августа в матче против «Херенвена» он дебютировал в Эредивизи.
Летом 2015 года Госенс перешёл в «Хераклес», который заплатил за него 200 тысяч евро. 16 августа в матче против НЕК он дебютировал за новую команду. 13 марта 2016 года в поединке против «Камбюра» Робин забил свой первый гол за «Хераклес».
Летом 2017 года Госенс перешёл в итальянскую «Аталанту», заплатившая «Хераклесу» 1,17 миллиона евро. 20 августа в матче против «Ромы» он дебютировал в итальянской Серии A. 22 апреля в поединке против «Торино» Робин забил свой первый гол за «Аталанту». 23 ноября в матче Лиги Европы против английского «Эвертона» он отметился забитым мячом. 11 декабря 2019 года в поединке Лиги чемпионов против донецкого «Шахтёра» Госенс забил гол.
27 января 2022 года перешёл на правах аренды в миланский «Интер» до конца сезона с опцией обязательного выкупа.
15 августа 2023 года перешёл в немецкий «Унион», а с 2024 года выступает за итальянскую «Фиорентину».

## Личная жизнь
Госенс родился в Германии в семье нидерландца и немки, поэтому у него два паспорта.

## Достижения

### Командные
«Интернационале»
- Обладатель Кубка Италии (2): 2021/22, 2022/23
- Обладатель Суперкубка Италии: 2022

### Личные
- Член «команды года» Серии А: 2019/20
- Член символической сборной Лиги конференций УЕФА: 2024/25[18]